# Ligota Dolna (gromada w powiecie strzeleckim)
Ligota Dolna (od 31 XII 1959 Niwki) – dawna gromada, czyli najmniejsza jednostka podziału terytorialnego Polskiej Rzeczypospolitej Ludowej w latach 1954–1972.
Gromady, z gromadzkimi radami narodowymi (GRN) jako organami władzy najniższego stopnia na wsi, funkcjonowały od reformy reorganizującej administrację wiejską przeprowadzonej jesienią 1954 do momentu ich zniesienia z dniem 1 stycznia 1973, tym samym wypierając organizację gminną w latach 1954–1972.
Gromadę Ligota Dolna z siedzibą GRN w Ligocie Dolnej utworzono – jako jedną z 8759 gromad na obszarze Polski – w powiecie strzeleckim w woj. opolskim, na mocy uchwały nr VII/30/54 WRN w Opolu z dnia 4 października 1954. W skład jednostki weszły obszary dotychczasowych gromad: Ligota Dolna, Ligota Górna, Niwki i Sprzęcice ze zniesionej gminy Góra św. Anny i Siedlec ze zniesionej gminy Gogolin II w tymże powiecie. Dla gromady ustalono 11 członków gromadzkiej rady narodowej.
31 grudnia 1959 do gromady Ligota Dolna włączono wsie Kalinowice i Poznowice ze zniesionej gromady Kalinów w tymże powiecie, po czym gromadę Ligota Dolna zniesiono przez przeniesienie siedziby GRN z  Ligoty Dolnej do Niwek i zmianę nazwy jednostki na gromada Niwki.